# Podlesie (Oleśnica)
Pour les articles homonymes, voir Podlesie.
Podlesie est une localité polonaise de la gmina d'Oleśnica, située dans le powiat de Staszów en voïvodie de Sainte-Croix.